# Єздигерд III
Єздигерд III — цар царів (шахиншах) Ірану, царював у 632/633 — 651/652. Останній шах з династії Сасанідів.

## Походження і прихід до влади
Трагічною була його постать, сумної доля і безрадісною смерть. Онук Хосрова II Парвіза і Ширін, син Шахрияра, він був вельможами Парса піднесений на хитаючийся трон імперії Сасанідів майже хлопчиком (до 16 років) в кінці 632 або початку 633 року. За традицією, перший рік шаха обчислюється з 16 червня 632 року. Коронація Єздигерда проходила в династійному храмі засновника династії в Істахрі, а в зайнятий його противниками Ктесифон юний шах потрапив нескоро. Фактичним правителем держави виявився спахбад Хорасана Рустам, син страченого Азармедохт Фаррух-Ормізда. Як писав вірменський історик Себеос: 
«Після нього став царем Газкерт (Єздигерд III), син Кавата, онук Хозроя, який царював в страху тому, що війська перські в чварах розділилися на три частини. Одна частина — в Персії — в країнах східних; інша, що складалася з військ Хорема (вбитого на той час Шахрвараз) — в ассирійській країні; третя — в країні атрпатаканській. Царство його було в Ктезифоні, і всі одноголосно і одностайно шанували його, амінь».
Відома легенда, згідно якої у Хосрова II було пророкування, що царство його припиниться. І шахиншах повелів замкнути своїх синів і не давати їм можливості мати стосунки з жінками. Але Ширін допомогла своєму синові Шахріяру зустрітися з дівчиною, яка народила в результаті сина. Вибравши момент, Ширін повідомила Хосрову, який сумував за онуками, про те, що у Шахрияра є син. Зраділий дід попросив показати малюка, але побачивши, що у того є вада на стегні, наказав убити маленького Єздигерда. Ширін захистила хлопчика, проте його видалили від двору в Стахре, завдяки чому він пережив бурхливі роки узурпації влади.

## Напад арабів
Проголошення Єздигерда шахом збіглося з великим походом мусульман у володіння Ірану: восени 633 року Саад ібн Абу Ваккас, повів об'єднане військо мусульман і союзних їм племен, які ще не прийняли іслам, на Хіру та Оболлу. Дослідники досі сперечаються, що це було — початок масштабної експансії чи продовження наміру Магомета змусити всіх арабів прийняти іслам. Іранські війська, що складалися з місцевого ополчення (в основному арабів, язичників і християн) і перських загонів, були розбиті, а їхні начальники (вони носили не арабські, а перські імена) загинули.
Корону марзбана Оболли вартістю «в сто тисяч драхм» відправили халіфу, який подарував її Халіду. Сильно укріпленне місто араби взяти не зуміли і пішли на Хіру. До всіх інших лих персів додалися події в Ктесифоні (можливо, бойові зіткнення між прихильниками Хосрова V і Єздигерда III), вільних сил не було, і марзбан Хіри відступив з лівого на правий берег Євфрату. Місто, що не мало стін, було взяте арабами в травні-червні 633 року. Мусульмани захопили ще кілька міст і фортець, на які опиралася система оборони Вавилонії, а з жителями Середнього і Нижнього віх-Кавада, євфратских областей, уклали договори. Халід залишив їм після сплати джизії майно, «крім того, що належить роду Хосрових і їх прихильників», тобто державі. Відправляючи лист з вимогою укласти такий договір, Халід завершив його страхітливим пасажем: «… в іншому випадку Той, крім Якого немає іншого божества, пошле на вас людей, яким так само подобається вмирати, як вам жити». Відсутність Халіда (той вирушив воювати з візантійцями в Сирії) і смерть Абу-Бакра (23 серпня 634  року) не змінили загальної картини. Араби продовжували захоплення іранських територій, хоча з часом персам вдавалося наносити мусульманам чутливі поразки, наприклад на час повернути Хіру. Положення не врятувало навіть антиісламське повстання у знову завойованих областях, інспіроване персами. Мусульмани міцно затверджувалися в низов'ях Євфрату, громлячи місцеве ополчення. Нарешті Рустам вислав проти арабів дванадцятитисячне регулярне військо під командуванням досвідченого полководця Вахмана Джазвайха (Бахмана Джадуйе). 26 листопада 634  року іранські солдати розсіяли мусульман, багато з яких потонули в Євфраті. Але розвинути успіх завадили заворушення в Ктесифоні — Рустам спішно відкликав туди Вахмана. Навесні 635  року сильне арабське військо знову вторглося в Ірак, і персів розбили. Тепер це було вже не місцеве ополчення, а регулярні частини, на озброєнні яких складалися бойові слони. Восени того ж року араби захопили Оболлу.
Оскільки перси не тільки не забезпечували порядок, але при нагоді самі грабували майно місцевих жителів, ті нерідко приймали іслам, щоб отримати хоча б якийсь захист. Царським загонам, правда, періодично вдавалося витіснити загарбників з окремих районів Месопотамії, але в цілому влада шаха біля Євфрату трималася тільки в містах і замках місцевих діхканов, всю решту території мусульмани безкарно розорювали. А в 636 році Іран спіткала справжня військова катастрофа.

## Підкорення територій арабами
Походи арабів не були простим набігом. Халіф Умар стежив за тим, щоб розграбуванню піддавалося лише майно «ворогів», або безгоспні, кинуті володарями маєтки. З жителями завойованих міст і областей мусульмани укладали договори. Державне майно, в першу чергу землі, Умар залишав у скарбниці, не допускаючи розподілу. Зороастрійці і християни зобов'язувалися сплачувати щорічний податок — джизію; в обмін вони отримували той захист, який їм уже не міг забезпечити шахиншах. Знатні люди, які вважали нижче своєї гідності платити джизію, мали можливість протягом декількох місяців виїхати туди, де зберігалася влада Єздигерда III. Перси, що прийняли іслам, джиз'ю не платили і де-юре мали рівні з усіма мусульманами права (в реальній ієрархії ісламської держави вони, звичайно, займали нижчий рівень). Втім, на зорі своєї могутності араби ставилися до підкорених зороастрійців більш-менш терпимо. Хоча Мухаммед не перераховував у їх в складі «людей писання», але в ходу були свідчення про те, що Мухаммед нібито відповів на це питання усно — вважати «людьми писання». У всякому разі, практика раннього халіфату по відношенню до них була саме такою: сплачуй податки і — живи.
У листопаді 644  року перс-раб зарізав халіфа Умара. Однак це ніяк не змінило загальний перебіг справ: приблизно до 645  року або трохи пізніше під владою арабів виявилися і Рей і Ісфаган, а до кінця 40-х років — Мідія, Вавилон, Керман, Сакастан, Парс. Останній великий осередок опору, Істахр, впав близько 650 року. Нащадки стародавніх родів перської знаті, закрившись в цитаделі, надали шалений опір, але вона була взята штурмом, велика частина захисників вирізана, і річки крові буквально текли з під міських воріт. Згідно з легендою, ватажок мусульман Абдаллах ібн Амір, розгніваний великими втратами, поклявся вбивати персів до тих пір, поки кров не потече з-під міських воріт. І тоді втомлені від різанини араби полили вулиці водою, яка, змішавшись з кров'ю, і потекла з-під воріт, — так зупинили битву.
Крім кровопролитних боїв з військами шахіншаха, арабам доводилося всюди витримувати «бої місцевого значення» з загонами різного роду провінційних правителів і діхканов. При цьому одні й ті ж райони і міста доводилося завойовувати по кілька разів, так як і підкорені жителі неодноразово повставали. Однак після поразок при Кадисії, Джалула, Нехавенде і підпорядкування великих міст, організований опір припинився. Нам, правда, мало що відомо про взаємини між різними частинами держави, крім того, що країна розпалася на незалежні області, які араби поступово підпорядковували собі. Ат-Табарі так описує наслідки нехавендской катастрофи: «… у них, тобто персів, не було більше об'єднання, і населення кожної провінції воювало зі своїми ворогами у себе в провінції». Володіння ці, можливо, і визнавали Єздигерда III верховним володарем (навіть карбували його монету), але реальної влади там шах не мав. Він, охорона і двір переміщувалися по ще не завойованим арабами районам, вимагаючи грошей і воїнів, і розповіді, часом суперечливі, про ці поневіряння донесли до нас мусульманські історики. Дещо шах отримував, але для повномасштабного відбиття агресії цього вже не вистачало, а головне — сам Єздигерд не був тим правителем, який міг врятувати Іран. Єздигерд був начитаним і культурним, проте його зарозумілість, гординя і невміння зіставляти свої вимоги з реальним станом привели до того, що шах із заздрісною постійністю сварився зі своїми намісниками і його вплив падав в міру того, як він, переслідуваний завойовниками, перебирався з міста в місто. На кожному новому місці він поводився так, як ніби як і раніше був всесильним володарем країни, а не тікає від ворогів вигнанцем, що в поєднанні з військовими невдачами відвернуло від царя багатьох.

## Смерть Єздигерда III
Незабаром маршрут мандрів царя привів його на околицю колишньої великої держави — в Мерв. Він прибув туди, привізши з собою залишки скарбниці і велику бібліотеку. Марзбан Махуйе організував Єздигерду чудовий прийом, але, як сходяться більшість середньовічних істориків, його покірність була нещирою: Марзбан бажав оволодіти скарбницею шаха. Серед запрошених до двору був тюркський князь Біжан-Тархан (у арабських істориків — Нізак-Тархан), який надав допомогу своїй дружини. Шах прийняв його з честю, але коли тюрк попросив у Єздигерда в дружини його дочку, той обурився. «Ти тільки раб з рабів моїх, — написав він у відповідь, — що дало тобі сміливість свататися до мене?» Махуйе, розпалюючи образу Біжан-Тархана, прокоментував царське послання так: «Це той, хто прибув розбитим вигнанцем і ти облагодіяв його, (бажаючи) щоб повернулося до нього його царство, (і ось) він написав тобі те, що написав». І вони змовилися вбити його.
Тюрки напали на нечисленну свиту шаха і розігнали її. Єздигерд кинувся в Мерв, але Марзбан наказав замкнути перед ним ворота. Втомлений шах вирішив заночувати у якомусь млині в околицях міста і попросив господаря його заховати, а млин замкнути і не працювати на ньому. Той відповів, що якщо йому заплатять за вимушений простій 4 драхми, він відкриє двері. Шах дав гроші і увійшов. А вночі господар, чи то сподіваючись на заохочення Махуйе, чи то (що швидше за) з власної волі (його спокусили коштовності царя) зробив нечуване для перса святотатство — зарізав гостя-Сасаніда увісні, а труп кинув у арик, де його і виявили. Так безславно закінчилася історія великого роду Сасанідів.
Похорон Єздигерда і будівництво мавзолею для його тіла неподалік від Мерва організував несторіанський єпископ Ілія — в пам'ять про те, що бабця шаха Ширін була християнкою. Махуйе, за причетність до вбивства шаха, тюрки Біжана відрубали руки і ноги, відрізали вуха і ніс і залишили вмирати на сонці. Потім труп Махує спалили на багатті, разом з трьома його синами.
Події того часу в Хорасані, мають кілька версій, переказаних Ат-Табарі. Одна з версій, зокрема, передає, що Єздигерд після взяття Мерва — останнього притулку шахіншаха — привів на допомогу війська тюрків і согдійців, яких араби розгромили. Єздигерд нібито мав намір піти до тюрків або в Китай, але військо шаха прогнало його, передало царську казну мусульманам і прийняло іслам. Втікший шах сховався на млині, але тут був схоплений посланими навздогін вершниками. Вони напали на нього, коли він їв на полі біля млина, і вбили його, а труп кинули в канал. У пізній час виникла легенда про те, що корона Єздигерда III була відправлена в Мекку.
В середні віки зороастрійці застосовували літочислення по «ері Єздигерда», з 16 червня 632  року, або «після Єздигерда» — з 11 червня 652 року, коли почався перший зороастрійський рік після його загибелі.
При Єздигерді III якимось Данішваром була зібрана і записана «Хвадай-намага» («Книга владик») — історія Іраншахр, котра не дійшла до наших днів у оригіналі, але збережена генієм Фірдоусі в вигляді «Шах-наме».